# Pedro González Telmo
Pedro Gonçalves, em castelhano Pedro González, também conhecido como São Telmo, Santelmo ou Corpo Santo (Frómista, c. 1190 – Tui, 14 de abril de 1246), foi um sacerdote católico castelhano. Após ser presbítero canónico em Astorga, ingressou na Ordem dos Dominicanos, onde se distinguiu pela sua retórica e capacidade de pregação. Foi capelão do rei Fernando III de Leão e Castela antes de ser nomeado prior do Convento de São Domingos de Guimarães. É o santo padroeiro dos homens do mar e dos barqueiros, tendo cedo desfrutado de grande devoção popular. O Papa Bento XIV confirmou o seu culto em 1714. É o santo padroeiro ainda da cidade de Tui e da diocese de Tui-Vigo, onde se celebra a sua festa na segunda-feira da segunda semana da Páscoa.

## Biografia
Alguns autores dão como local de seu nascimento ora Palência, ora cidade de Astorga. A dúvida é esclarecida na obra "España Sagrada" (tomo XXIII, cap. 15), que sobre o nascimento deste santo refere:
"[Nasceu na] Villa de Fromista, cabeza de Marquesado (…) así lo tuvo reconocido siempre la villa, según afirma Pulgar en la historia de la ciudad (…). La misma patria autoriza el Legendario de la S. Iglesia de Tuy: 'De Villa que Fromesta dicitur Palentini Dioecesis in Diace extitit oriundus (…). Este documento es el mas autorizado como proprio de la Iglesia (…)"
E sobre a origem da versão do nascimento em Astorga, complementa:
"Los Padres Henschenio y Papebroquio aseguran sobre el dia 15 de Abril haber solicitado con la Iglesia de Tuy las Memorias que tuviese del Santo y que fue sin efecto por lo que reimprimieron la Vida escrita en latín por el P Fr Esteban Sampayo Portugués de el Orden de S Domingo el qual sin mencionar à Fromista ni a Palencia hace al Santo natural de Astorga sobrino del Obispo de aquella S Iglesia y su Canónigo. Los referidos Padres Antuerpienses tienen disculpa en lo que no acertaron por falta de buenos documentos pero Sampayo habló sin tomar informe de Tuy, de Palencia y aun de Astorga. Este fue uno de los Portugueses empeñados en buscar al Rey D Sebastian después de muerto Floreció al fin del Siglo XVI y murió en el 1603 según Barbosa en la Biblioteca Lusitana. El espacio de mas de tres Siglos y medio en que distó del Santo le exime del cargo de testigo y à nosotros de creerle mientras no alegue buenos documentos (…)"
De família distinta, estudou na Universidade de Palência e foi ordenado sacerdote; graças à protecção de um tio, bispo de Astorga, foi-lhe atribuído o título de canónico e uma bula especial permitiu que fosse nomeado deão sem que tivesse ainda a idade requerida. Conta-se que, ao chegar a Astorga para ocupar o seu posto, com os seus melhores trajes e num cavalo ricamente ajaezado, o animal tropeçou e o cavaleiro estatelou-se no chão. A humilhação sofrida enfureceu-o, tendo decidido de imediato recolher-se a um convento, afastando-se do mundo.
Como frade, ocupou o posto de capelão militar, ofício em que o seu dom de oratória chamou a atenção do rei Fernando III, que o convocou para a sua Corte. Como confessor do rei, incentivou-o a renunciar às hostilidades contra a Andaluzia, e acompanhou-o na campanha de conquista de Córdoba e Sevilha; consagrou como igrejas as mesquitas das cidades conquistadas. No regresso da campanha, abandonou a Corte para pregar nas Astúrias e na Galiza. É nesta fase de sua vida que a tradição popular lhe atribuiu a realização de diversos milagres, em particular os relacionados com a vida dos pescadores e marinheiros da Galiza, a quem teria dedicado muito do seu labor de pregador.
Entre estes, afirma-se que, estando a pregar em Baiona, ocorreu uma tempestade que perturbou a prédica. Seguindo o exemplo de Jesus Cristo, conforme os Evangelhos, Pedro González ordenou ao vento e aos outros elementos que cessassem, fazendo-se a bonança.
Foi nomeado prior do Convento de Guimarães, em Portugal, onde contou, entre os seus frades Gonçalo de Amarante.
Já sexagenário, retirou-se para Tui, onde travou amizade com o arcebispo Lucas de Tui; na Páscoa de 1246, veio a falecer durante uma peregrinação a Santiago de Compostela.  Está sepultado na Catedral de Tui.
Foi beatificado pelo Papa Inocêncio IV em 1254 e canonizado pelo Papa Benedito XIV em 1741.